# Кім Дон Сон
Кім Дон Сон (кор. 김동성) — південнокорейський ковзаняр, спеціаліст з бігу на короткій доріжці, олімпійський чемпіон та медаліст, багаторазовий чемпіон світу та призер чемпіонатів світу, чемпіон та призер Азійських ігор.
Золоту олімпійську медаль та звання олімпійського чемпіона Кім виборов на Олімпіаді 1998 року в Нагано на дистанції 1000 м
. На цій же Олімпіаді він здобув срібну медаль разом із товаришами з південнокорейської команди в естафеті на 5000 м.

## Виноски
1. 1 2  Nagano 1998 Official Report - Volume 3 (PDF). Nagano Olympics Organizing Committee. LA84 Foundation. 1998. Архів оригіналу (PDF) за 26 лютого 2008. Процитовано 16 січня 2014.